# Electorado de Maguncia

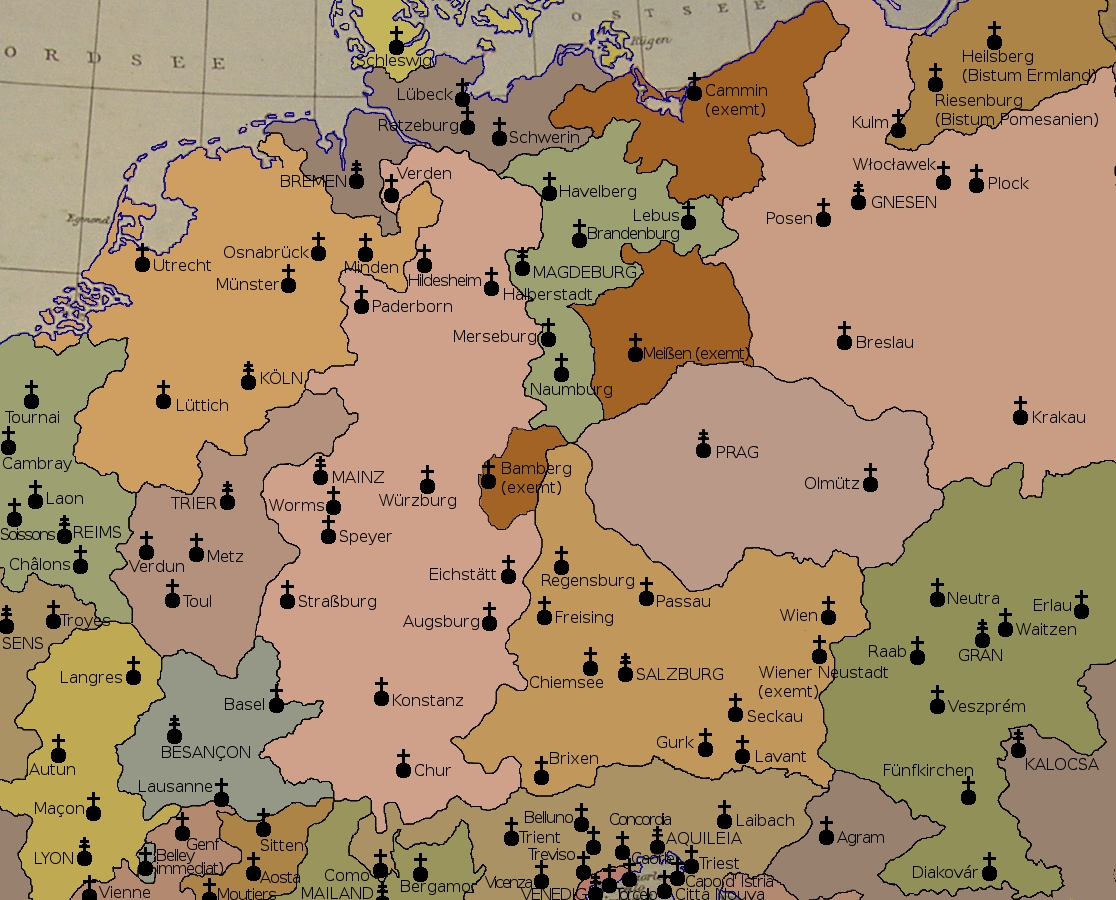
Las archidiócesis de Europa Central, 1500. Después de la Paz de Westfalia, la archidiócesis de Maguncia todavía era la mayor de Alemania, cubriendo 10 diócesis subalternas. El territorio de las diócesis y archidiócesis (espiritual) era mucho mayor que el propio Estado de gobierno del príncipe-obispo o arzobispo/elector

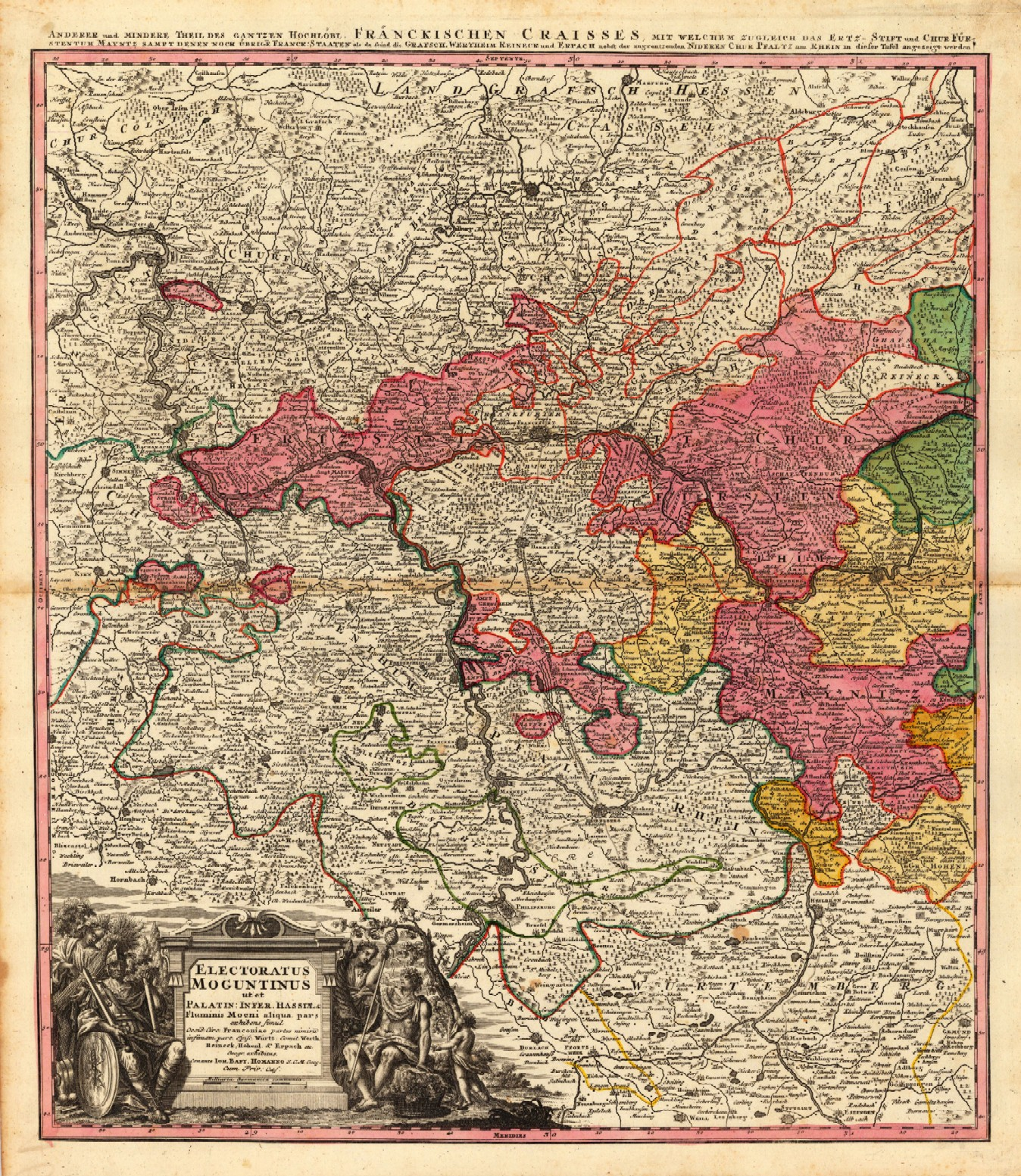
Mapa del del Electorado de Maguncia

El Principado-arzobispado de Maguncia (en alemán: Kurfürstentum Mainz o Kurmainz, en latín: Electoratus Moguntinus), generalmente referido como el Electorado de Maguncia después de convertirse en electorado en el siglo XIII, fue el más prestigioso y entre los más influyentes estados del Sacro Imperio Romano Germánico desde el siglo VIII hasta la disolución del mismo a principios del siglo XIX. En la jerarquía católica, el arzobispo-elector de Maguncia era el primado de Alemania (primas Germaniae), una dignidad puramente honorífica que fue reclamada sin éxito en ocasiones por otros arzobispos.
Como sucedía generalmente en el caso del Sacro Imperio Romano Germánico, el territorio de un príncipe-obispo o arzobispo variaba del que correspondía con la diócesis o arquidiócesis, que era la jurisdicción puramente espiritual de dicha persona. A principios de la Edad Moderna, la arquidiócesis de Maguncia (véase mapa inferior) fue la mayor provincia eclesial de Alemania, cubriendo Maguncia y diez diócesis sufragáneas.
El Arzobispo-Elector de Maguncia era también archicanciller del Sacro Imperio Romano Germánico y, como tal, se situaba en el primer rango entre todos los príncipes eclesiásticos y seculares del Imperio, y era segundo solo por detrás del emperador. Su papel político, particularmente como intermediario entre los estados del Imperio y el emperador era considerable.
El territorio del electorado incluía varios bloques de territorio no contiguo: tierra cerca de Maguncia en ambas márgenes del Rin; territorio a lo largo del río Meno al norte de Fráncfort (incluyendo el distrito de Aschaffenburg); la región de Eichsfeld en Baja Sajonia y Turingia; y territorio en torno a Erfurt en Turingia.

## Historia
La sede episcopal fue establecida en tiempos del Imperio Romano en la ciudad de Maguncia, que había sido capital de una provincia romana, Mogontiacum, pero realmente no se convirtió en prominente hasta su elevación al rango de archidiócesis en 780-782. Los primeros obispos antes del siglo IV son inciertos, empezando por Crescens. El primer obispo verificable de Maguncia fue Martinus en 343. La importancia eclesial y secular de Maguncia data desde la ascensión de San Bonifacio a la sede en 747. Bonifacio había sido anteriormente arzobispo, aunque el arzobispado de la sede no se alcanzó hasta su sucesor Lulo de Hersfeld.
En 1802, Maguncia perdió su carácter archiepiscopal. Con la secularización que acompañó la mediatización y secularización (Reichsdeputationshauptschluss) de 1803, la sede del elector, Karl Theodor von Dalberg, fue trasladada a Ratisbona, y el electorado perdió sus territorios en la margen izquierda del Rin en favor de Francia, la región de la margen derecha a lo largo del río Meno al sur de Fráncfort en favor del Hesse-Darmstadt y los príncipes de Nassau, y Eichsfeld y Erfurt en favor del reino de Prusia. Dalberg retuvo la región de Aschaffenburg como el Principado de Aschaffenburg. En 1810 Dalberg fusionó Aschaffenburg, Fráncfort, Wetzlar, Hanau y Fulda para formar el nuevo Gran Ducado de Fráncfort en 1810. Dalberg dimitió en 1813 y en 1815 el Congreso de Viena dividió sus territorios entre el reino de Baviera, el Electorado de Hesse-Kassel (o Hesse-Cassel), y el Gran Ducado de Hesse y la Ciudad Libre de Fráncfort.
La moderna diócesis católica de Maguncia fue fundada en 1802 cuando Maguncia perdió su estatus de archidiócesis y se convirtió en mera diócesis dentro del territorio de Francia. En 1814 su jurisdicción fue extendida sobre el territorio de Hesse-Darmstadt. Desde entonces ha tenido dos cardenales y a través de varios concordatos se le ha permitido retener la tradición medieval de elegir al obispo sucesor mediante el cabildo catedralicio.

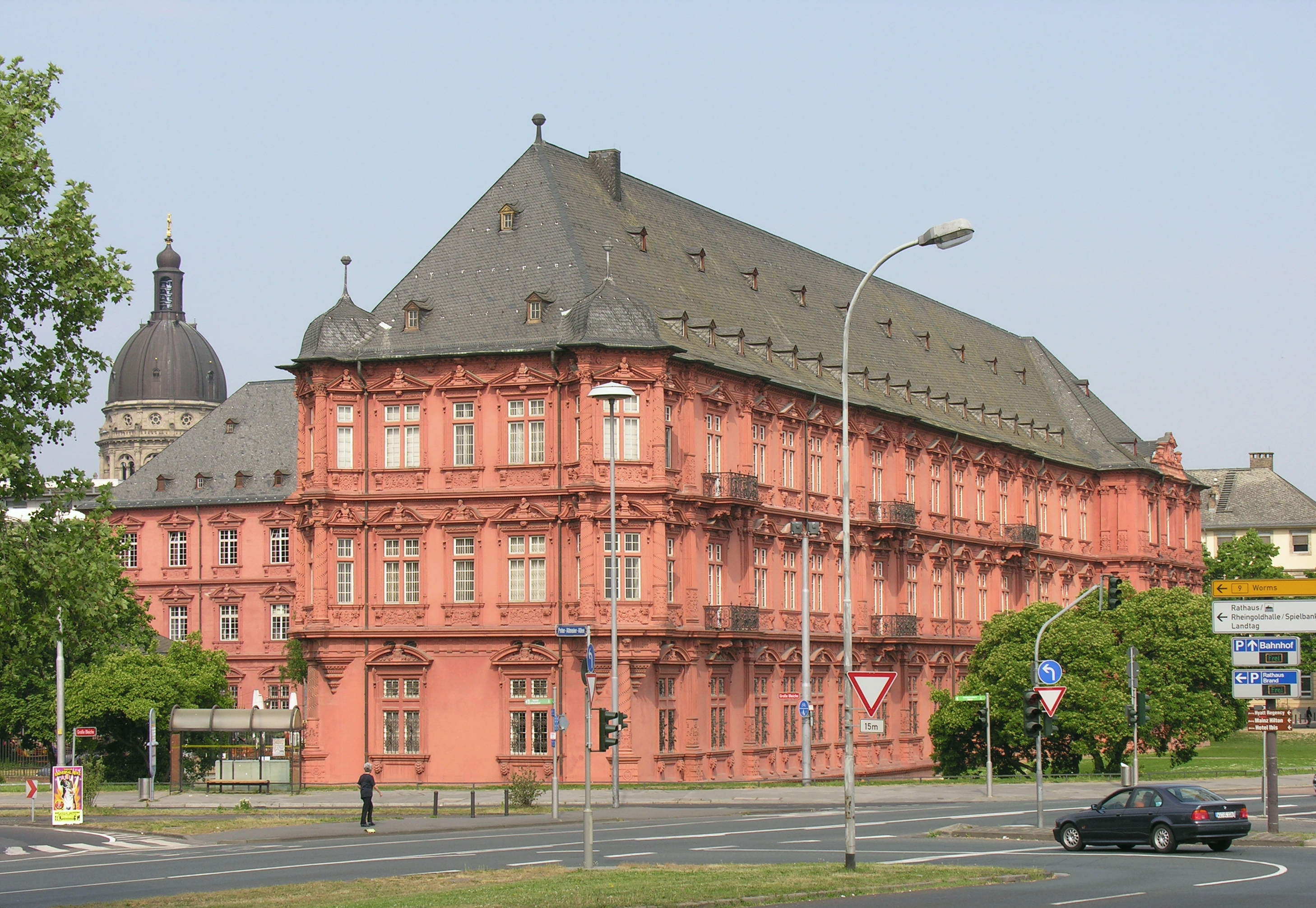
El palacio Electoral de Maguncia, a orillas del Rin, residencia principal de los príncipes-electores
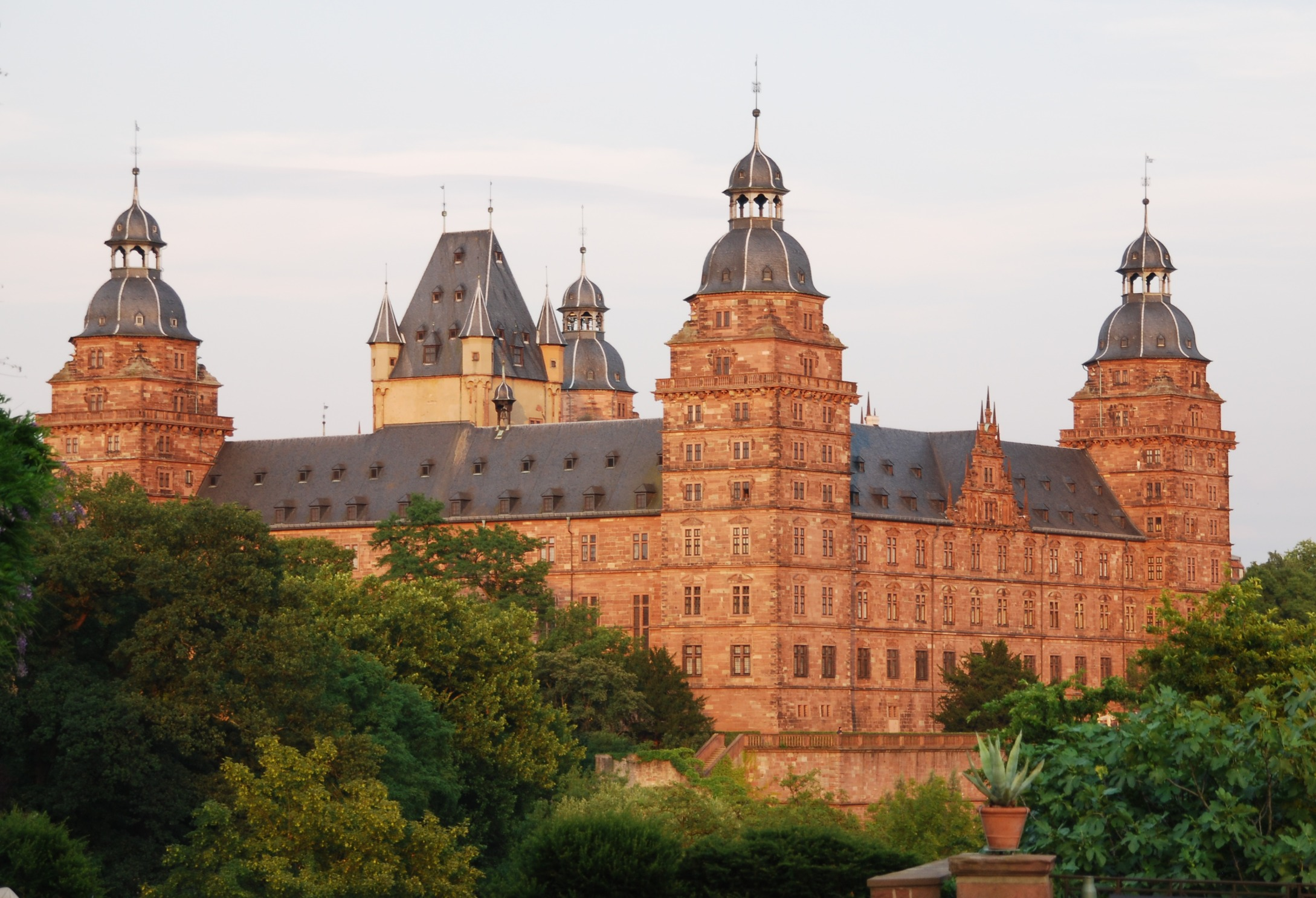
El palacio de Johannisburg, residencia principesca en Aschaffenburg.
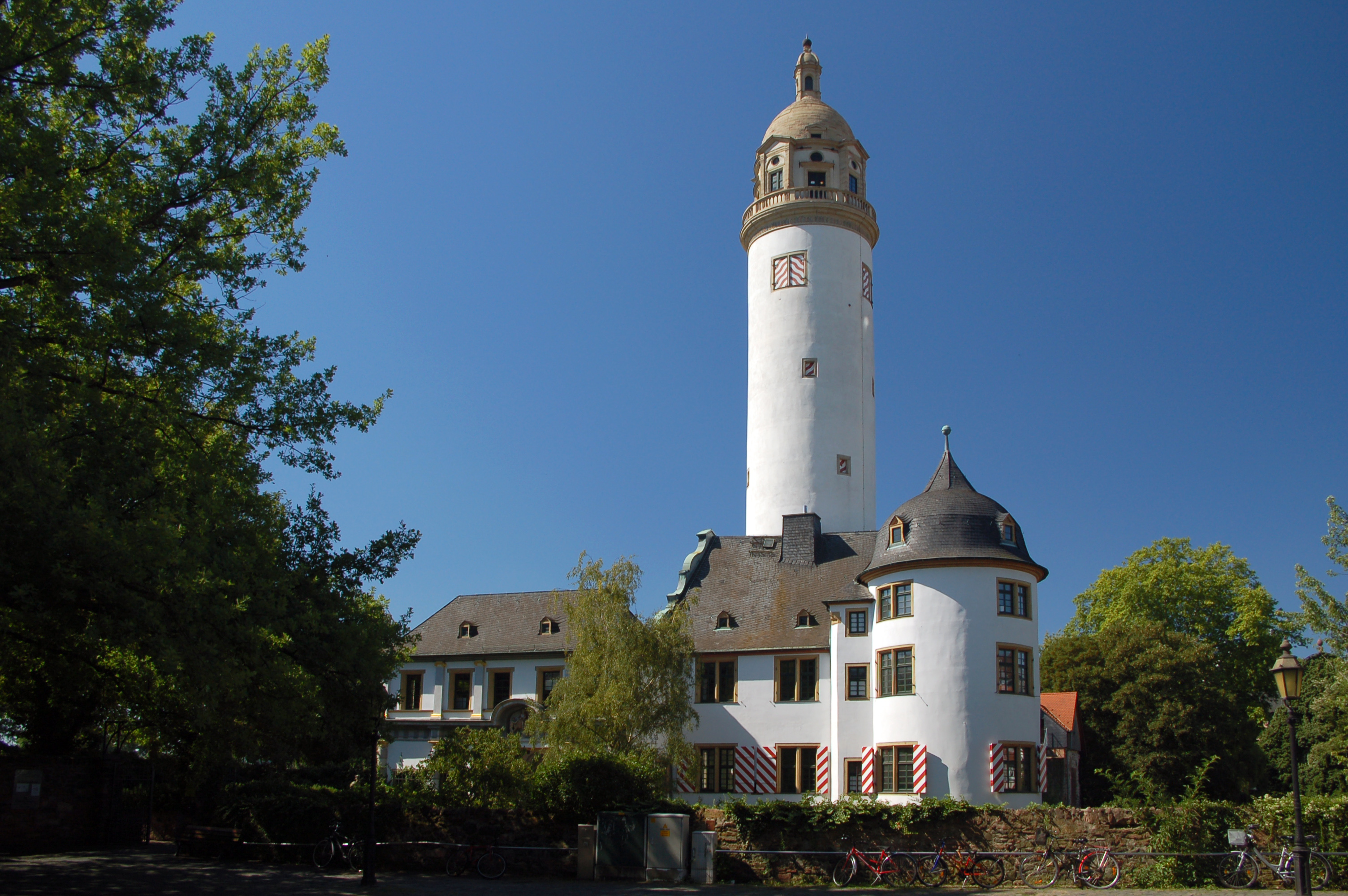
El castillo de Höchst fue la residencia de los oficiales del arzobispo de Maguncia, en la antigua ciudad de Höchst on the Main

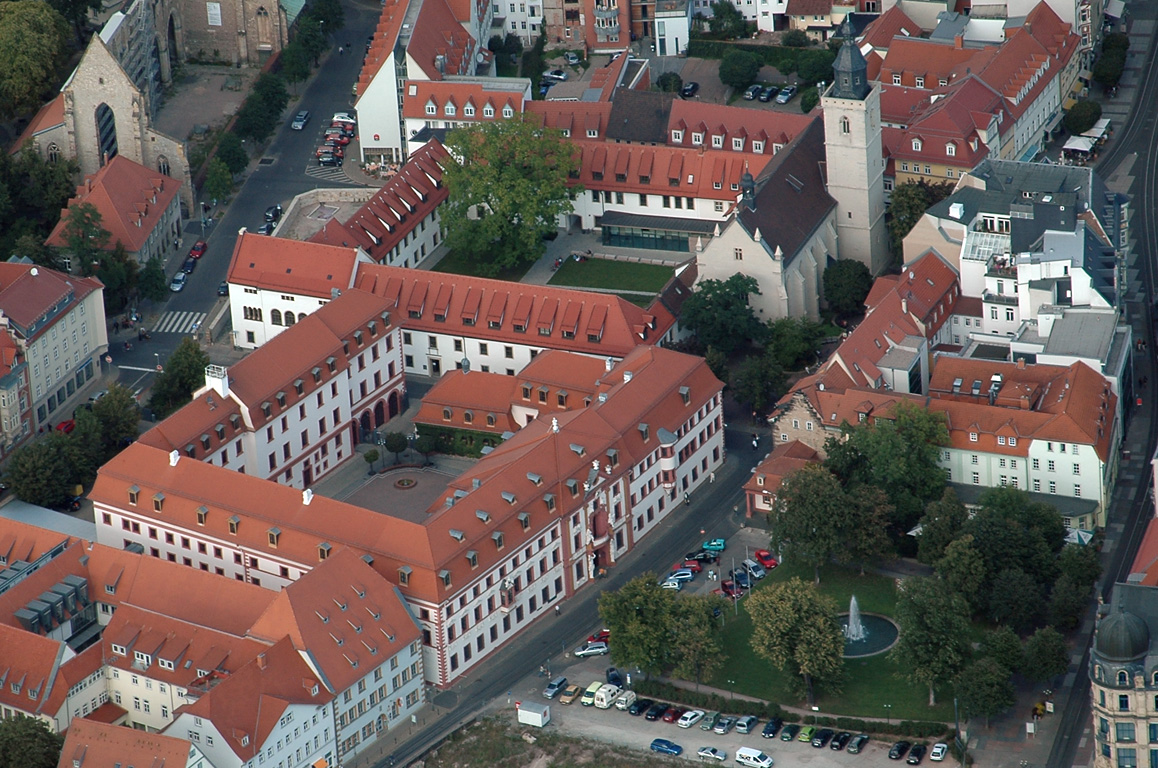
la Lugartenencia Electoral de Maguncia en Erfurt
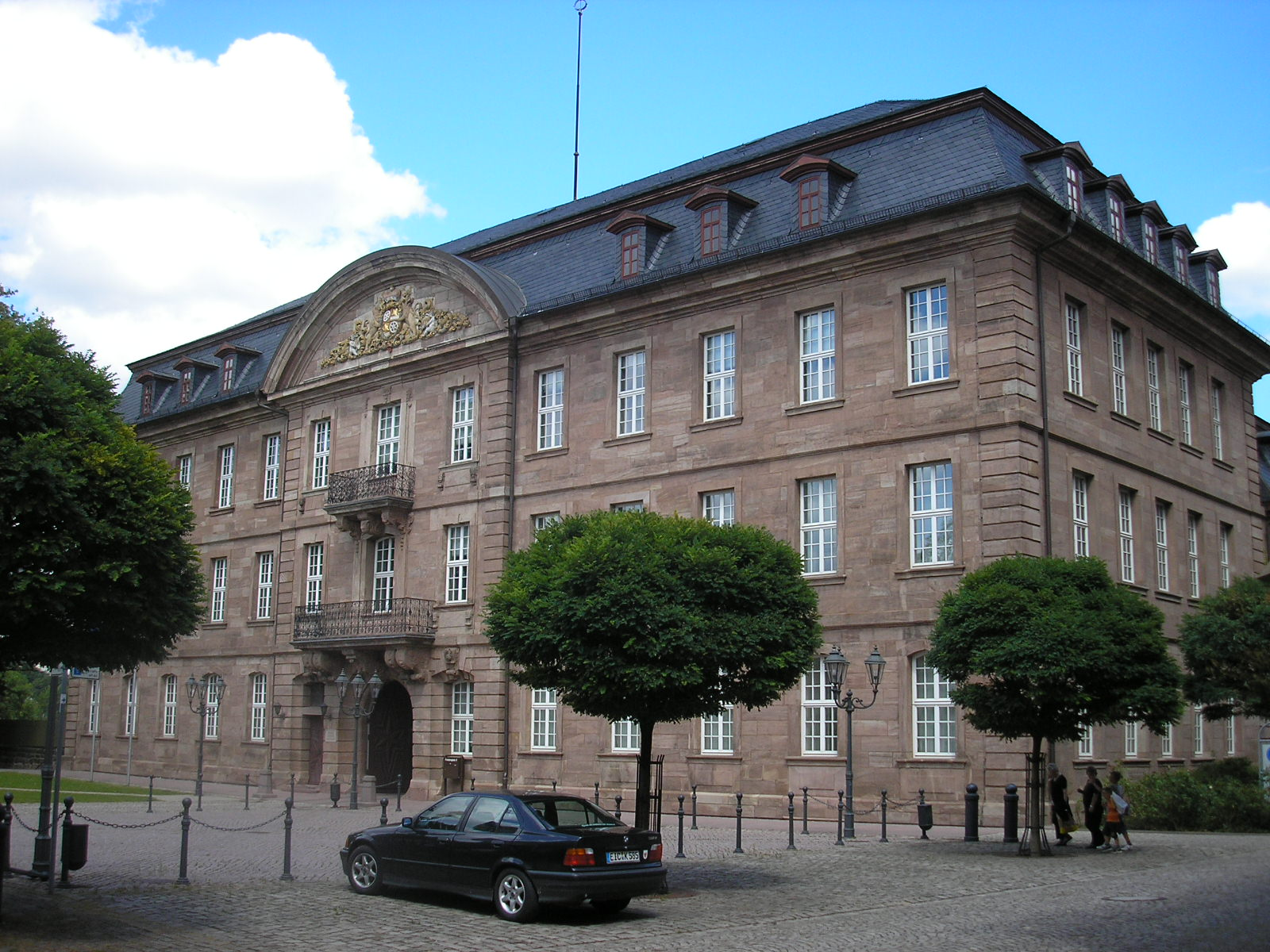
El castillo de Mainz en Heiligenstadt, sede de la lugartenencia Electoral de Maguncia en Eichsfeld
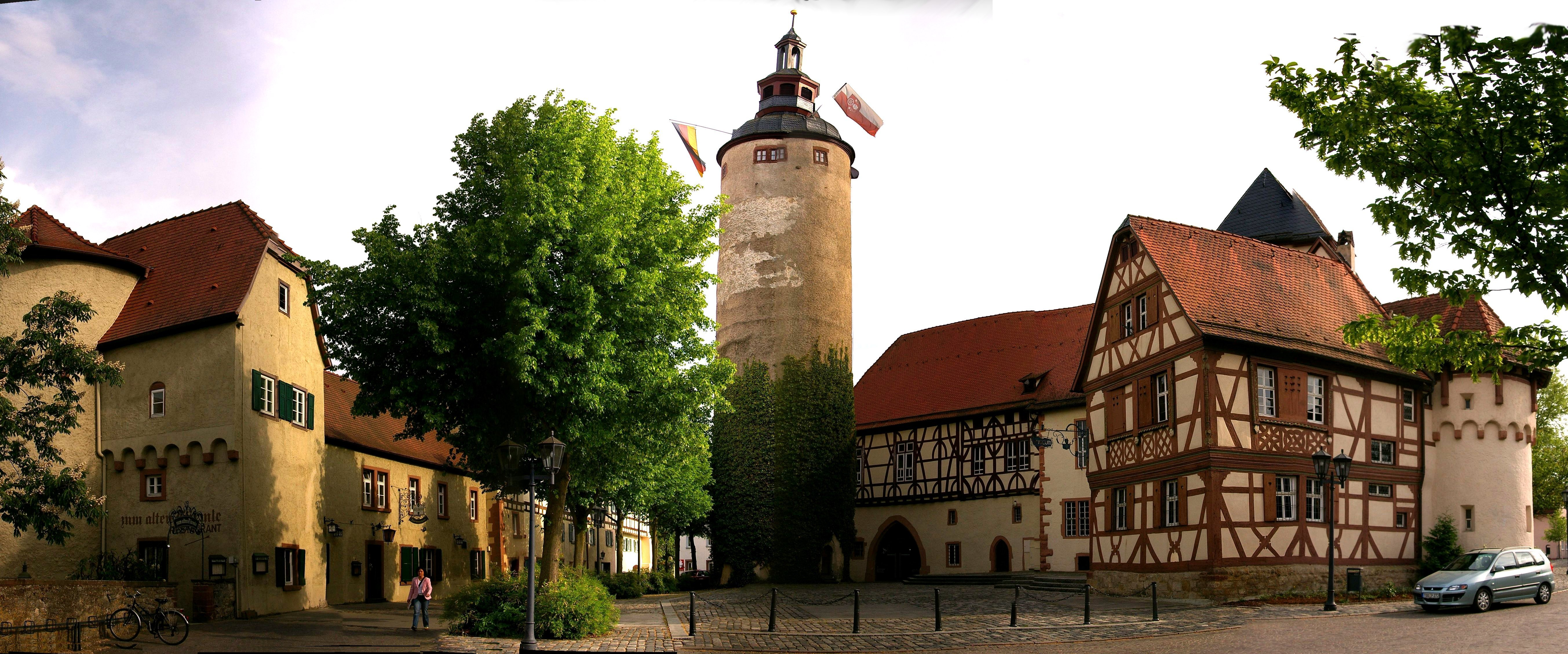
Castillo Electoral de Maguncia en Tauberbischofsheim con la Türmersturm

## Obispos y arzobispos

### Obispos de Moguntiacum, 80-745
- Crescens c. 80-103
- Marinus c. 103-109
- St. Crescentius c. 109-127
- Cyriacus c. 127-141
- Hilarius c. 141-161
- Martin I c. 161-175
- Celsus c. 175-197
- Lucius c. 197-207
- Gotthard c. 207-222
- Sophron c. 222-230
- Heriger I c. 230-234
- Ruther c. 234-254
- Avitus c. 254-276
- Ignatius c. 276-289
- Dionysius c. 289-309
- Ruprecht I c. 309-321
- Adalhard c. 320
- Lucius Annaeus c. 330
- Martin II c. 330s - c. 360s
- Sidonius I c. late 360s  - c. 386
- Sigismund c. 386 - c. 392
- Theonistus o Thaumastus[4]
- Lupold c. 392 - c. 409
- Nicetas c. 409 - c. 417
- Marianus c. 417 - c. 427
- Aureus c. 427 - c. 443
- Eutropius c. 443 - c. 467
- Adalbald
- Nather
- Adalbert (I)
- Lantfried
- Sidonius II  ? - c. 589
- Siegbert I c. 589-610
- Ludegast c. 610-615
- Rudwald c. 615
- Lubald ?  fl. c. 625
- Siegbert II
- Gerold  ?-743
- Gewilip c. 743  c. 745

### Arzobispos de Maguncia, 745-1251
- San Bonifacio 745-754[5]
- Lullus 754-786 (primer arzobispo "real" de Maguncia)
- Richholf 787-813
- Adolf 813-826
- Odgar 826-847
- Rabanus Maurus 848-856
- Karl 856-863
- Ludbert 863-889
- Sunderhold 889-891
- Hatto I 891-913
- Herigar 913-927
- Hildebert 927-937
- Frederick 937-954
- William 954-968
- Hatto II 968-970
- Rudbrecht 970-975
- Willigis 975-1011
- Erkanbald 1011-1021
- Aribo 1021-1031
- Bardo 1031-1051
- Luitpold 1051-1059
- Siegfried I 1060-1084
- Wezilo 1084-1088
- Rudhart 1088-1109
- Adalbert I von Saarbrücken 1111-1137
- Adalbert II von Saarbrücken 1138-1141
- Markholf 1141-1142
- Enrique I 1142-1153
- Arnold von Selenhofen 1153-1160
- Christian I 1160-1161 opuesto a…
  - Rudolf de Zähringen 1160-1161
- Conrado I de Wittelsbach 1161-1165
- Christian I 1165-1183
- Conrado I de Wittelsbach (restaurado) 1183-1200
- Luitpold von Scheinfeld 1200-1208
- Sigfried II von Eppstein 1200-1230 (en oposición en 1208)
- Sigfried III von Eppstein 1230-1249
- Christian III von Weisenau 1249-1251

### Arzobispos de Maguncia, 1251-1803

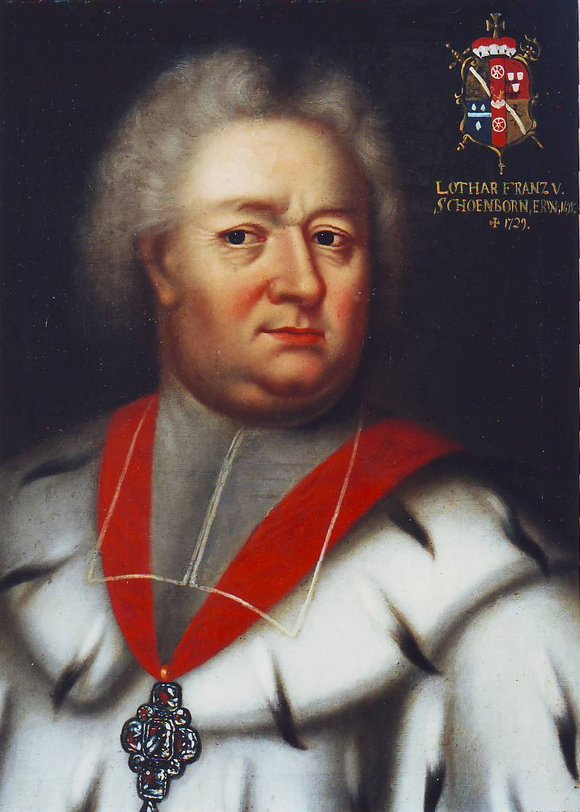
Lothar Franz Schönborn, Elector de Maguncia (1695-1729)

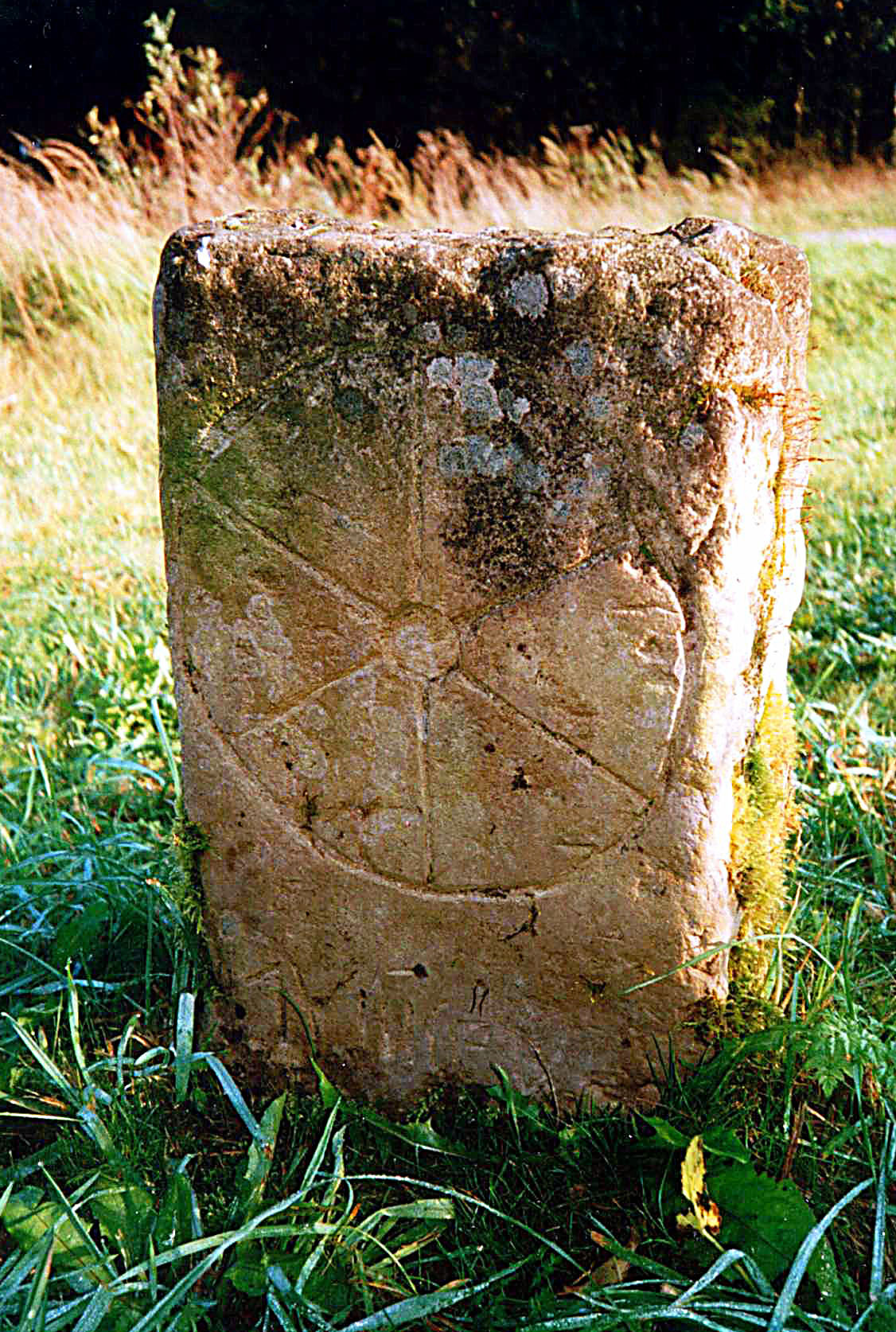
Antiguo mojón con la Rueda de Maguncia (en alemán Mainzer Rad), el escudo de armas del Electorado.

- Gerhard I von Daun-Kirberg 1251-1259
- Werner II von Eppstein 1260-1284
- Heinrich II von Isny 1286-1288
- Gerhard II von Eppstein 1286-1305
- Peter de Aspelt 1306-1320
- Matthias von Buchek 1321-1328
- Heinrich III von Virneberg 1328-1337
  - Baldwin de Luxemburgo 1328-1336, administrador
- Gerlach von Nassau 1346-1371
- Johann I von Luxemburg-Ligny 1371-1373
- Luis de Meissen 1374-1379
- Adolf I von Nassau 1379-1390
- Konrad II von Weinsberg 1390-1396
- Johann II von Nassau 1396-1419
  - Joffrid von Leiningen 1396-1397 (en oposición)
- Conrado III de Dhaun, Wild- y Rhinegrave zum Stein 1419-1434
- Dietrich Schenk von Erbach 1434-1459
- Dieter von Isenburg 1460-1461
- Adolf II von Nassau (o Adolf III) 1461-1475
- Dieter von Isenburg (restaurado) 1476-1482
- Adalberto III de Sajonia 1482-1484
- Bertold von Henneberg-Römhild 1484-1504
- Jacob de Liebenstein 1504-1508
- Uriel von Gemmingen 1508-1514
- Albert III von Brandenburg 1514-1545
- Sebastian de Heusenstamm 1545-1555
- Daniel Brendel de Homburg 1555-1582
- Wolfgang von Dalberg 1582-1601
- Johann Adam von Bicken 1601-1604
- Johann Schweikhard von Kronberg 1604-1626
- Georg Friedrich von Greiffenklau 1626-1629
- Anselm Casimir Wambold von Umstadt 1629-1647
- Johann Philipp von Schönborn 1647-1673
- Lothar Friedrich von Metternich-Burscheid 1673-1675
- Damian Hartard von der Leyen-Hohengeroldseck 1675-1678
- Karl Heinrich von Metternich-Winneburg 1679
- Anselm Franz von Ingelheim 1679-1695
- Lothar Franz von Schönborn 1695-1729
- Francisco Luis de Neoburgo 1729-1732
- Philipp Karl von Eltz-Kempenich 1732-1743
- Johann Friedrich Karl von Ostein 1743-1763
- Emmerich Joseph von Breidbach zu Bürresheim 1763-1774
- Friedrich Karl Joseph von Erthal 1774-1802
- Karl Theodor von Dalberg 1802-1803[6]